# North and South (serial din 2004)
North and South este un serial TV a postului BBC ce a fost difuzat prima oară în 2004. In acest film apar Richard Armitage care joaca rolul lui John Thornton si Daniela Denby-Ashe ca Margaret Hale. Este bazat pe romanul victorian din 1885 cu acelasi titlu al scriitoarei Elizabeth Gaskell. A fost ecranizat de Sandy Welch si regizat de Brian Percival.
In serial au jucat de asemenea si Tim Pigott-Smith ca Mr Hale si Sinead Cusack ca Mrs Thornton. Anna Maxwell Martin a jucat rolul lui Bessie Higgins, iar Pauline Quirke, menajerei familiei Hale, Dixon.

## Acțiunea
Serialul, adaptat dupa romanul scris de Elizabeth Gaskell, ramane fidel povestii originale, dar face unele modificari in ce priveste personajele si decorul.
Tânăra Margaret Hale e eroina unei povești de dragoste, desfășurate pe fundalul frământărilor din societatea industrială a Angliei victoriene. Născută în sudul țării, ea se stabilește în nord, în orașul Milton, unde se îndrăgostește de John Thornton, fermecătorul proprietar al unei țesătorii.

## Distribuție
- Daniela Denby-Ashe ca Margaret Hale
- Richard Armitage ca John Thornton
- Tim Pigott-Smith ca Richard Hale
- Anna Maxwell Martin ca Bessy Higgins
- Lesley Manville ca Maria Hale
- Sinéad Cusack ca Hannah Thornton
- Brendan Coyle ca Nicholas Higgins
- Jo Joyner ca Fannie Thornton
- William Houston ca John Boucher
- John Light ca Henry Lennox
- Russell Mabey ca Leonards
- Brian Protheroe ca Mr. Bell
- Pauline Quirke ca Dixon
- Rupert Evans ca Frederick Hale
- Emma Ferguson ca Edith Shaw Lennox
- Travis Oliver ca Capt. Maxwell Lennox